# Dabigatran

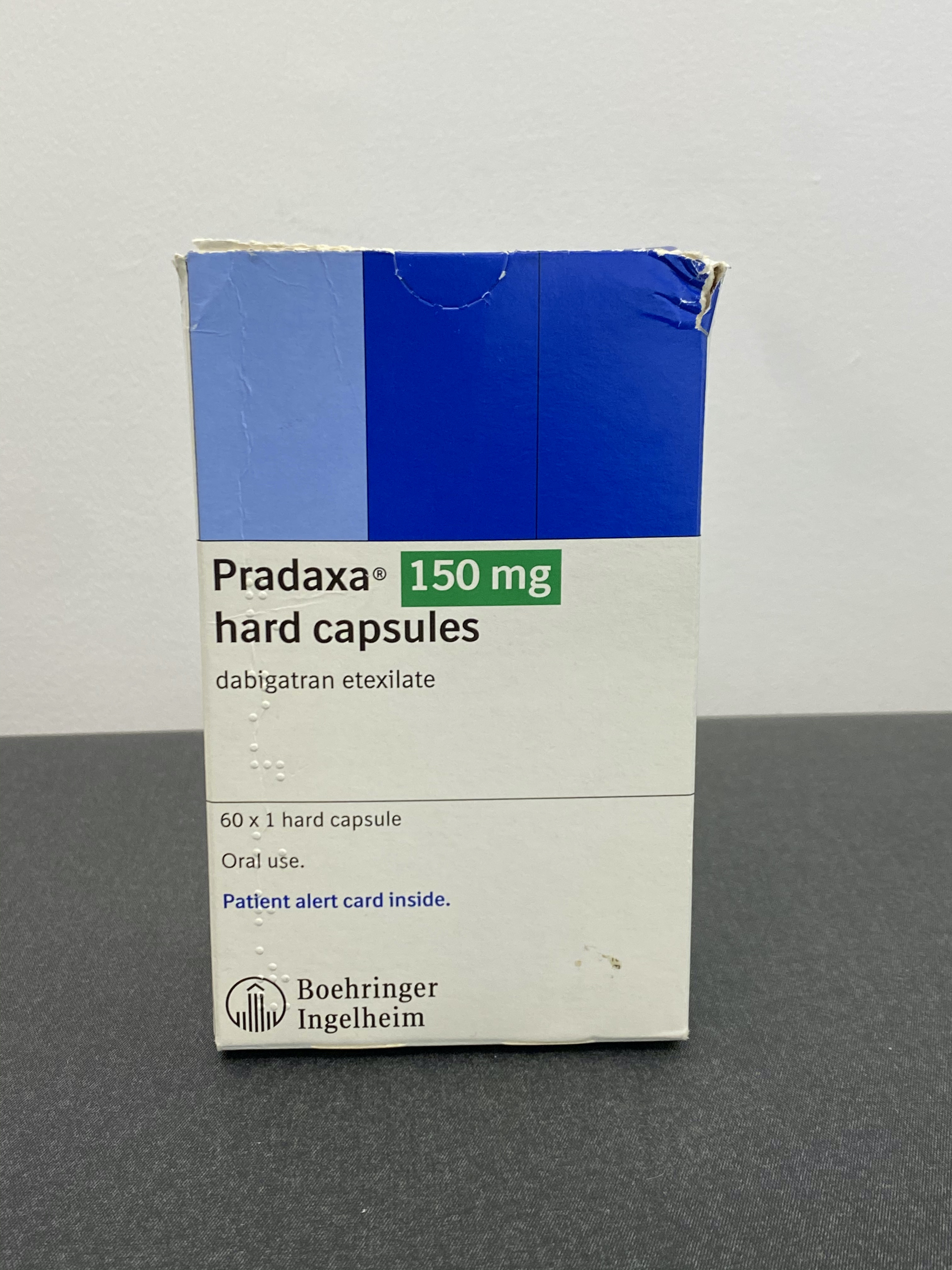
Opakowanie dabigatranu

Dabigatran (łac. dabigatranum) – wielofunkcyjny organiczny związek chemiczny, lek przeciwzakrzepowy, bezpośredni i odwracalny inhibitor trombiny, stosowany w zapobieganiu zakrzepom u pacjentów z grup wysokiego ryzyka.

## Mechanizm działania
Dabigatran jest bezpośrednim i odwracalnym inhibitorem trombiny. Hamuje trombinę wolną i związaną z fibryną, a także agregację płytek krwi związanych z trombiną. Lek jest podawany w postaci proleku eteksylanu dabigatranu, który jest nieaktywny biologicznie, ale po wchłonięciu w procesie hydrolizy ulega przekształceniu do postaci aktywnej.

## Zastosowanie

### Unia Europejska
- Zapobieganie żylnej chorobie zakrzepowo-zatorowej u dorosłych pacjentów po przebytej planowej endoprotezoplastyce stawu biodrowego lub kolanowego[5],
- zapobieganie udarom mózgu i zatorowości obwodowej u dorosłych pacjentów z migotaniem przedsionków niezwiązanym z wadą zastawkową z jednym lub kilkoma czynnikami ryzyka, takimi jak zastoinowa niewydolność serca, nadciśnienie tętnicze, wiek ≥ 75 lat, cukrzyca, udar lub przemijający napad niedokrwienny w wywiadzie[5],
- leczenie zakrzepicy żył głębokich oraz zatorowości płucnej u dorosłych[5],
- zapobieganie nawrotom zakrzepicy żył głębokich oraz zatorowości płucnej u dorosłych[5].

### Stany Zjednoczone
- Zmniejszenie ryzyka wystąpienia udaru mózgu i zatorowości systemowej u pacjentów z migotaniem przedsionków niezwiązanym z wadą zastawkową[4].

Dabigatran znajduje się na wzorcowej liście podstawowych leków Światowej Organizacji Zdrowia (WHO Model Lists of Essential Medicines) (2019).
Dabigatran jest dopuszczony do obrotu w Polsce (2020).

## Działania niepożądane
Dabigatran może powodować następujące działania niepożądane u ponad 1% pacjentów: zmniejszenie stężenia hemoglobiny, niedokrwistość, krwiak, krwawienie z przewodu pokarmowego, krwiomocz. 

## Dawkowanie
Zalecane dawkowanie dabigatranu:
- w zapobieganiu żylnej chorobie zakrzepowo-zatorowej u dorosłych pacjentów po przebytej planowej endoprotezoplastyce stawu biodrowego – 220 mg przez 10 dni (początkową dawkę 110 mg należy przyjąć w ciągu 1 do 4 godzin od zakończenia zabiegu chirurgicznego),
- w zapobieganiu żylnej chorobie zakrzepowo-zatorowej u dorosłych pacjentów po przebytej planowej endoprotezoplastyce stawu kolanowego – 220 mg przez 28–35 dni (początkową dawkę 110 mg należy przyjąć w ciągu 1 do 4 godzin od zakończenia zabiegu chirurgicznego, pod warunkiem utrzymanej hemostazy),
- w zapobieganiu udarom mózgu i zatorowości obwodowej u dorosłych pacjentów z migotaniem przedsionków niezwiązanym z wadą zastawkową z jednym lub kilkoma czynnikami ryzyka, takimi jak zastoinowa niewydolność serca, nadciśnienie tętnicze, wiek ≥ 75 lat, cukrzyca, udar lub przemijający napad niedokrwienny w wywiadzie  – 150 mg dwa razy na dobę,
- w leczeniu zakrzepicy żył głębokich oraz zatorowości płucnej – 150 mg dwa razy na dobę, po terapii lekiem przeciwzakrzepowym podawanym pozalitowo przez co najmniej 5 dni,
- w zapobieganiu zakrzepicy żył głębokich oraz zatorowości płucnej – 150 mg dwa razy na dobę.

U pacjentów powyżej 75 roku życia należy rozważyć zmniejszenie dawki, natomiast u pacjentów powyżej 80 roku życia należy pojedynczą dawkę zmniejszyć ze 150 mg na 110 mg.